# منصور زمان
منصور زمان (انگلیسی: Mansoor Zaman؛ زادهٔ ۱۴ آوریل ۱۹۸۰) اسکواش‌باز اهل پاکستان است.